# Ljusgul småharkrank
Ljusgul småharkrank (Phylidorea ferruginea) är en tvåvingeart som först beskrevs av Johann Wilhelm Meigen 1818.  Ljusgul småharkrank ingår i släktet Phylidorea och familjen småharkrankar. Arten är reproducerande i Sverige. Inga underarter finns listade i Catalogue of Life.

## Bildgalleri

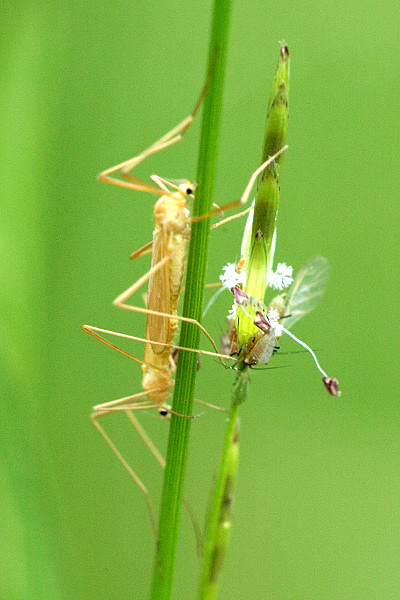
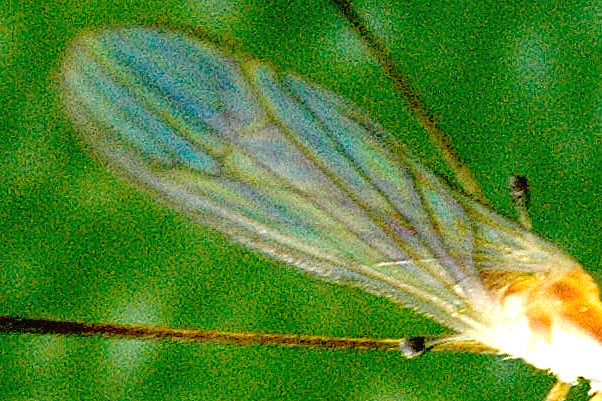